# José Pékerman
José Néstor Pékerman Krimen (né le 3 septembre 1949 à Villa Domínguez, Entre Ríos) est un entraîneur de football argentin.

## Biographie

### Joueur
Pekerman n'a pas remporté beaucoup de succès en tant que joueur. Il a joué pour Argentinos Juniors (134 matchs et 12 buts de 1970 à 1974) et l'Independiente Medellín (101 matchs et 15 buts de 1974 à 1977). Il doit arrêter sa carrière à cause d'une blessure au genou. Afin de soutenir sa famille, il se retrouve obligé d'occuper des emplois précaires, comme chauffeur de taxi.

### Entraîneur
En tant qu'entraîneur, il a entraîné les espoirs de Chacarita Juniors et d'Argentinos Juniors en Argentine ainsi que ceux du Colo Colo au Chili. 
Du fait de son expérience avec les jeunes, il fut choisi, en 1994, comme entraîneur des moins de 17 ans et des moins de 20 ans argentins. Et ce, à la surprise générale, son CV ne comportant aucun titre majeur. Il entraîne avec Hugo Tocalli et Eduardo Urtasun.
Avec l'équipe de moins de 20 ans, il remporta trois fois la Coupe du monde de football des moins de 20 ans en 1995 (Qatar), 1997 (Malaisie) et 2001 (Argentine), et deux fois le Championnat d'Amérique du Sud des moins de 20 ans en 1997 et en 1999. 
Après la Coupe du monde 1998 en France, la Fédération propose à Pekerman de devenir le sélectionneur de l'équipe A afin de remplacer Daniel Passarella, mais il refuse et devient Manager général et propose Marcelo Bielsa pour le poste de sélectionneur. Ce dernier occupe le poste jusqu'en 2004 et sa victoire aux Jeux olympiques. Le 15 septembre 2004 Pekerman accepte finalement la proposition, grâce notamment au désistement de Carlos Bianchi, et devient sélectionneur de l'équipe nationale. Il qualifie son équipe pour la Coupe du monde 2006 en Allemagne. 
En 2003, Pekerman part en Espagne à la demande de l'homme d'affaires argentin Daniel Grinbank qui vient d'acheter le club de Leganés (D2). Mais le projet échoue et Pekerman rentre en Argentine.
Juste après l'élimination de l'Argentine (1-1, 4 t.a.b 2) par l'Allemagne le 30 juin 2006 en quart de finale du Mondial, il démissionne de son poste de sélectionneur.
En juin 2010, il signe un nouveau contrat de 2 ans avec UANL Tigres. Mais au lendemain de la Coupe du monde 2010, Pekerman est contacté pour prendre en main l'équipe d'Algérie de football après son élimination prématurée dès le premier tour. José Pekerman ayant immédiatement appris la nouvelle dément avoir eu des contacts avec la fédération algérienne de football en direct sur la chaîne britannique Sky Sports lors de la rencontre Argentine - Mexique.[réf. nécessaire]
Il devient sélectionneur de l'équipe de Colombie en janvier 2012 et la qualifie pour la Coupe du monde 2014, où il l'emmène jusqu'en quart de finale.
Pendant la Coupe du monde 2018, la Colombie de Pékerman perd aux tirs au but en huitièmes de finale. Il quitte la sélection après cette compétition.
Le 30 novembre 2021, il est nommé sélectionneur de l'équipe du Venezuela de football.
En mars 2023, soit quinze mois seulement après son arrivée, il quitte son poste de sélectionneur.

### Vie privée
Pekerman est marié, a deux filles et trois chiens appelés Qatar, Malaysia et Argentina, du nom des tournois qu'il a gagnés.

## Distinctions personnelles
- Élu meilleur entraîneur d'Amsud par le quotidien uruguayen El Pais en 2014[4].